# Jordan Kollegiet (Det Gyldne Kompas)
Jordan Kollegiet er et fiktivt kollegium i Philip Pullmans trilogi om Det Gyldne Kompas. Det findes i et univers parallelt til vores i en by der hedder Oxford og er triologiens hovedperson, Lyras, barndomshjem.
Placeringen og indretningen af kollegiet er analog til placeringen af Exeter College, Philip Pullmans alma mater, i det virkelig Oxford.
Som Pullman har beskrevet det, er kollegiet en smule overdrevet version af et Oxford-kollegie, gange over og under jorden i et broget udvalg af bygninger, kældre og tunneler bygget over århundreder.
Det der er over jorden er kun en brøkdel af hele stedet. Ligesom nogle enorme svampe, med hele rodsystemet under jorden, da Jordan (der skubber for at få plads over jorden, med St. Michaels Kollegiet på den ene side, Gabriel Kollegiet på den anden side og Bodleys Bibliotek bagved) begyndte, engang i middelalderen, med at sprede sig under jordoverfladen. Tunneler, skakte, bomme, kældre og trapper har udhulet jorden under Jordan og dennes bygninger, at der næsten er lige så meget luft nedenunder, som ovenover. Jordan Kollegiet står næsten på en slags sten af skum.

(Pullman, Det Gyldne Kompas)
Kollegiet giver nu ture på kollegiet i Oxford.